# Águilas Fútbol Club
El Águilas Fútbol Club es un club de fútbol de España de la ciudad de Águilas en la Región de Murcia. Fue fundado en 2010 y juega en el grupo 4 de la Segunda Federación.

## Historia
En el verano de 2010 desaparece el histórico Águilas CF por problemas económicos. Durante los últimos meses de vida del Águilas CF se forma una junta para discutir cómo continuar con el fútbol en la localidad. El equipo se presenta en Águilas el 8 de agosto con un partido contra La Hoya Lorca. Debuta en la competición en Cieza contra el Ciudad de Cieza con una victoria por 0 - 2. El defensa Antonio Gil Sorroche consigue el primer gol de la historia del equipo costero.
En la jornada 30, tras vencer en El Rubial por 1-0 al AD Cotillas, consigue el ascenso matemáticamente a Tercera División.
En su primer año en Tercera entra en play-off de ascenso a Segunda división B.
El 6 de julio de 2020 se hizo oficial la venta del club aguileño por parte de Fernando Chavero y por una cantidad no especificada a Alfonso García Gabarrón, que fue presidente de la U.D. Almería durante 16 años. Las primeras palabras de Alfonso como nuevo presidente fueron las siguientes: "Este proyecto es para ascender al fútbol profesional en unos 3 ó 4 años".

## Datos del club
- Temporadas en Primera División: 0
- Temporadas en Segunda División: 0
- Temporadas en Primera Federación: 0
- Temporadas en Segunda Federación: 2
- Temporadas en Segunda División B: 0
- Temporadas en Tercera Federación: 1
- Temporadas en Tercera División: 10
- Temporadas en Copa del Rey: 2
- Mejor puesto en la liga: 1.º en Tercera Federación, temporada 2022-23
- Peor puesto en la liga: 16.º en Tercera División, temporada 2019-20

### Resumen estadístico
Nota: En negrita competiciones activas.
| Competición                  | P.J. | P.G. | P.E. | P.P. | G.F. | G.C. | Mejor resultado |
| ---------------------------- | ---- | ---- | ---- | ---- | ---- | ---- | --------------- |
|                              |      |      |      |      |      |      |                 |
| Segunda Federación           | 34   | 10   | 11   | 13   | 32   | 36   | 13º             |
| Tercera Federación           | 30   | 21   | 6    | 3    | 55   | 15   | 1º              |
| Tercera División             | 340  | 179  | 82   | 79   | 573  | 321  | 2º              |
| Preferente Autonómica        | 38   | 30   | 6    | 2    | 69   | 18   | 1º              |
| Campeonato de España de Copa | 2    | 0    | 1    | 1    | 1    | 2    | Primera ronda   |
| Total                        | 444  | 240  | 106  | 98   | 730  | 392  | 2 Títulos       |

```
Actualizado hasta temporada 2022/23
```

## Escudo
El escudo del Águilas FC es el mismo que usaba el Águilas CF. En él aparece un águila bicéfala, el Castillo de Águilas, los colores del club blanco y azul y el nombre del club en una banda.

## Uniforme
- Uniforme titular: Camiseta blanquiazul, pantalón azul, medias azules.

- Uniforme alternativo: Camiseta morada a rayas, pantalones morados, medias moradas.

## Estadio

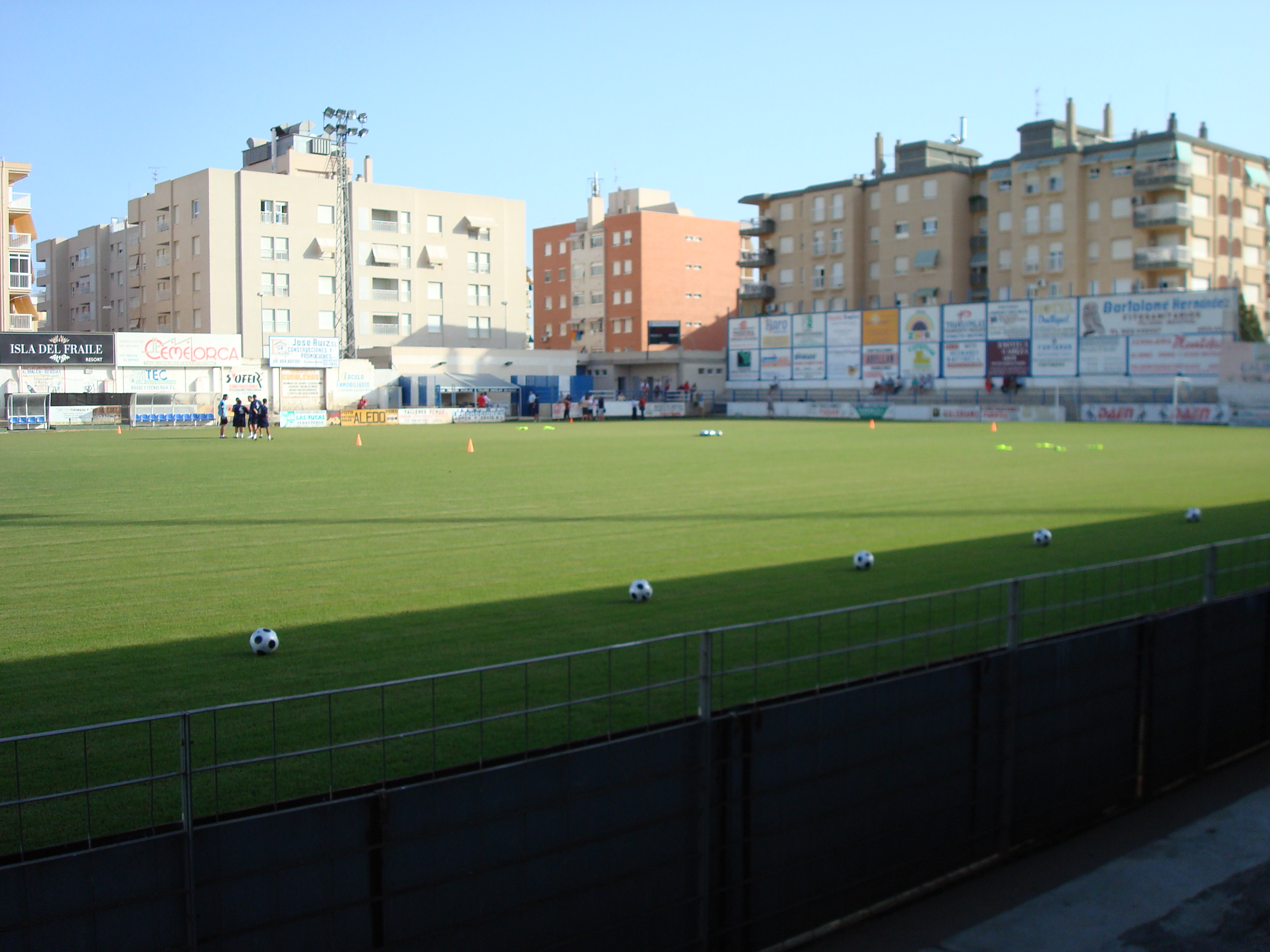
Vista del estadio desde la grada de tribuna.

El Águilas FC disputa sus partidos en el campo El Rubial. El estadio tiene capacidad para 4.000 espectadores y se trata del segundo campo de fútbol en activo más antiguo de España, debido a que el más antiguo, El Molinón de Gijón (Asturias) , fue construido el 19 de mayo de 1908. Sus dimensiones son 95 x 65 m.

## Presidentes
- 2010-2012:  Javier Asensio
- 2012-2013:  Héctor Daniel Gilé Pérez
- 2013-2015:  Pedro López Sáez
- 2015-2017:  Juan Pablo García Pérez
- 2017-2020:  Fernando Chavero Urbina[8][9]
- 2020-"Actualidad":  Alfonso García Gabarrón[10]

## Entrenadores

### Cronología de los entrenadores
- Íñigo Sáenz Jiménez (2010/2012)
- Héctor Daniel Gile Pérez (2012/2013)
- Juan Martínez Casuco (2013/2015)
- José Guirao Gil (2015/2016)
- Íñigo Sáenz Jiménez (2016/2017)
- Gaspar Campillo (2017/2019)
- Paco Lorca (2019/2020)
- Felipe Cano (2020)
- Vicente Mir (2020/2021)
- Gaspar Campillo (2021)
- Molo Casas (2021)
- Gaspar Campillo (2021/2022)
- Jovan Stanković (2022)
- Sebastián López Gómez (2022/2024)
- Iñaki Bea (2024)
- Sergio Yúfera (2024)
- Juan Francisco Alcoy (2024/actualidad)

## Clasificaciones en competiciones desde su fundación
| Nivel | Temporada | Categoría                       | Posición | Promoción     | Copa del Rey  | Copa RFEF | Copa FFRM     |
| ----- | --------- | ------------------------------- | -------- | ------------- | ------------- | --------- | ------------- |
| V     | 2010/11   | Preferente Autonómica           | 1º       | -             | -             | -         | -             |
| IV    | 2011/12   | Tercera División (Grupo XIII)   | 2º       | Tercera Ronda | -             | -         | Primera Ronda |
| IV    | 2012/13   | Tercera División (Grupo XIII)   | 12º      | -             | -             | -         | -             |
| IV    | 2013/14   | Tercera División (Grupo XIII)   | 3º       | Primera Ronda | -             | -         | -             |
| IV    | 2014/15   | Tercera División (Grupo XIII)   | 4º       | Primera Ronda | -             | -         | -             |
| IV    | 2015/16   | Tercera División (Grupo XIII)   | 2º       | Tercera Ronda | -             | -         | -             |
| IV    | 2016/17   | Tercera División (Grupo XIII)   | 3º       | Primera Ronda | -             | -         | Primera Ronda |
| IV    | 2017/18   | Tercera División (Grupo XIII)   | 7º       | -             | -             | -         | -             |
| IV    | 2018/19   | Tercera División (Grupo XIII)   | 6º       | -             | -             | -         | -             |
| IV    | 2019/20   | Tercera División (Grupo XIII)   | 16º      | -             | -             | -         | -             |
| IV    | 2020/21   | Tercera División (Grupo XIII)   | 2º / 1º  | -             | -             | -         | -             |
| IV    | 2021/22   | Segunda RFEF (Grupo V)          | 13º      | -             | Primera ronda | -         | -             |
| V     | 2022/23   | Tercera Federación (Grupo XIII) | 1º       | -             | -             | -         | -             |
| IV    | 2023/24   | Segunda Federación (Grupo IV)   | -        | -             | Primera ronda | -         | -             |

```
LEYENDA

 :Ascenso de categoría

 :Descenso de categoría

 :Descenso administrativo
```

## Palmarés

### Torneos nacionales
| Competición nacional     | Títulos | Subcampeonatos            |
| ------------------------ | ------- | ------------------------- |
| Tercera Federación (1/0) | 2022-23 |                           |
| Tercera División (0/3)   |         | 2011-12, 2015-16, 2020-21 |

### Torneos regionales
| Competición regional        | Títulos | Subcampeonatos |
| --------------------------- | ------- | -------------- |
| Preferente Autonómica (1/0) | 2010-11 |                |

## Sección femenina
El club cuenta con una sección femenina denominada Unión Deportiva Águilas Femenino. Compite en la temporada 2021-22 en la Primera Nacional Femenina de España.